# Pterophoridae
Super-famille
Famille
Les Pterophoridae ou Ptérophoridés sont une famille de lépidoptères, qui est l'unique représentante de la super-famille des Pterophoroidea. Cette famille regroupe près de 1 300 espèces, reconnaissables à leurs ailes plumeuses divisées en lobes étroits. Ce sont de petits papillons crépusculaires à la trompe bien développée.

## Étymologie
Du grec ancien signifie « celui qui porte la plume », du grec ancien « plume » et « qui porte ».

## Description et écologie

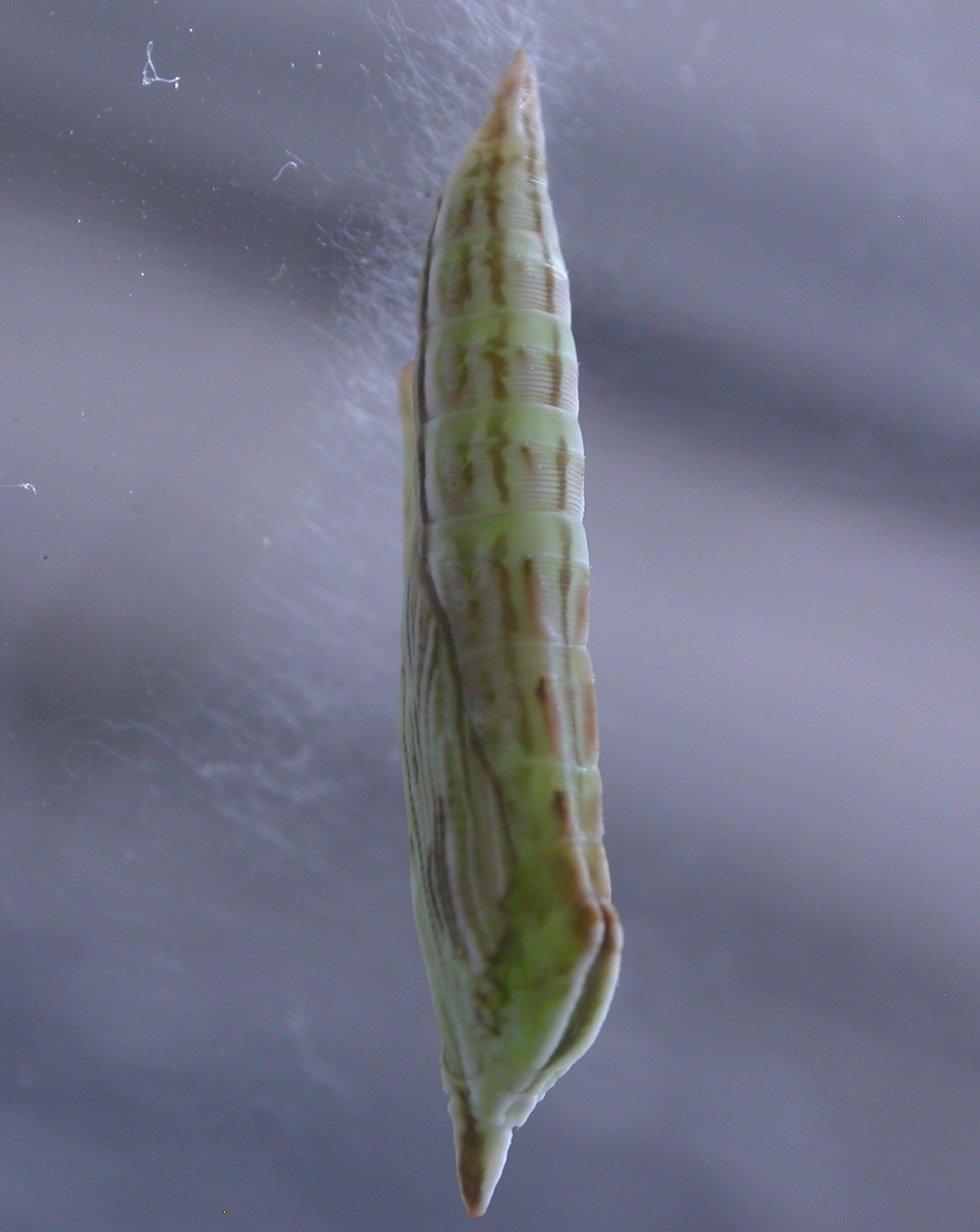
Chrysalide de Platyptilia tetradactyla (Pterophorinae: Platyptilini)

Les ailes antérieures de ces papillons sont généralement formées de deux nervures recourbées terminées par de fins filaments plus ou moins emmêlés. Cela les fait ressembler aux membres de la famille apparentée des Alucitidae, mais ces derniers ont des ailes plus symétriques. Les ailes postérieures ont une structure identique, mais comportent trois nervures. Certains genres ont des ailes de lépidoptère normales.
Au repos, les ailes des Pterophoridae sont presque perpendiculaires au corps. Cela donne à l'insecte l'aspect d'un brin d'herbe desséché, et lui permet d'échapper à ses prédateurs même en plein jour[réf. nécessaire]. Les larves de certaines espèces sont des foreuses de branches ou de racines, tandis que d’autres colonisent les feuilles.
Les ravageurs ptéridophytes les plus importants de cette famille sont Platyptilia carduidactyla, un parasite de l’artichaut, la chenille du géranium (Amblyptilia pica) et la chenille du muflier (Stenoptilodes antirrhina). D’autres Pterophoridae sont utilisés en lutte biologique contre des plantes envahissantes. C'est le cas de Lantanophaga pusillidactyla, introduit sur certaines îles du Pacifique pour lutter contre le Lantanier, de Oidaematophorus beneficus, utilisé pour limiter la propagation d’Ageratina riparia, de Hellinsia balanotes, contre Baccharis halimifolia et de Wheeleria spilodactylus, contre le Marrube blanc.

## Taxonomie
Cette famille est divisée en sous-familles, tribus et genres, plus quelques espèces à part :

Sous-famille des Agdistinae en Europe et Amérique du Nord
- Genre Agdistis Hübner, 1825
  - Agdistis bouyeri
  - Agdistis linnaei

Sous-famille des Ochyroticinae
- Genre Ochyrotica
  - Ochyrotica bjoernstadti

Sous-famille des Pterophorinae Zeller, 1841
- Tribu des Exelastini
  - Genre Antarches
  - Genre Arcoptilia
  - Genre Exelastis
    - Exelastis caroli

  - Genre Fuscoptilia
  - Genre Marasmarcha
- Tribu des Oidaematophorini
  - Genre Adaina
  - Genre Crassuncus
  - Genre Emmelina Tutt, 1905
    - Emmelina monodactyla

  - Genre Gypsochares
  - Genre Hellinsia Tutt, 1905
    - Hellinsia balanotes
    - Hellinsia emmelinoida

  - Genre Helpaphorus
  - Genre Karachia
  - Genre Oidaematophorus Wallengren, 1862
    - Oidaematophorus beneficus

  - Genre Paravinculia
  - Genre Paulianilus
  - Genre Picardia
  - Genre Pselnophorus Wallengren, 1881
    - Pselnophorus meruensis

  - Genre Puerphorus
  - Genre Setosipennula
- Tribu des Oxyptilini
  - Genre Apoxyptilus Alipanah et al., 2010
  - Genre Buckleria Tutt, 1905
    - Buckleria vanderwolfi

  - Genre Capperia
  - Genre Crombrugghia

- - Genre Dejongia
  - Genre Eucapperia
    - Eucapperia continentalis

  - Genre Geina
  - Genre Intercapperia
  - Genre Megalorhipida Amsel, 1935
    - Megalorrhipida leucodactyla

  - Genre Oxyptilus
  - Genre Paracapperia

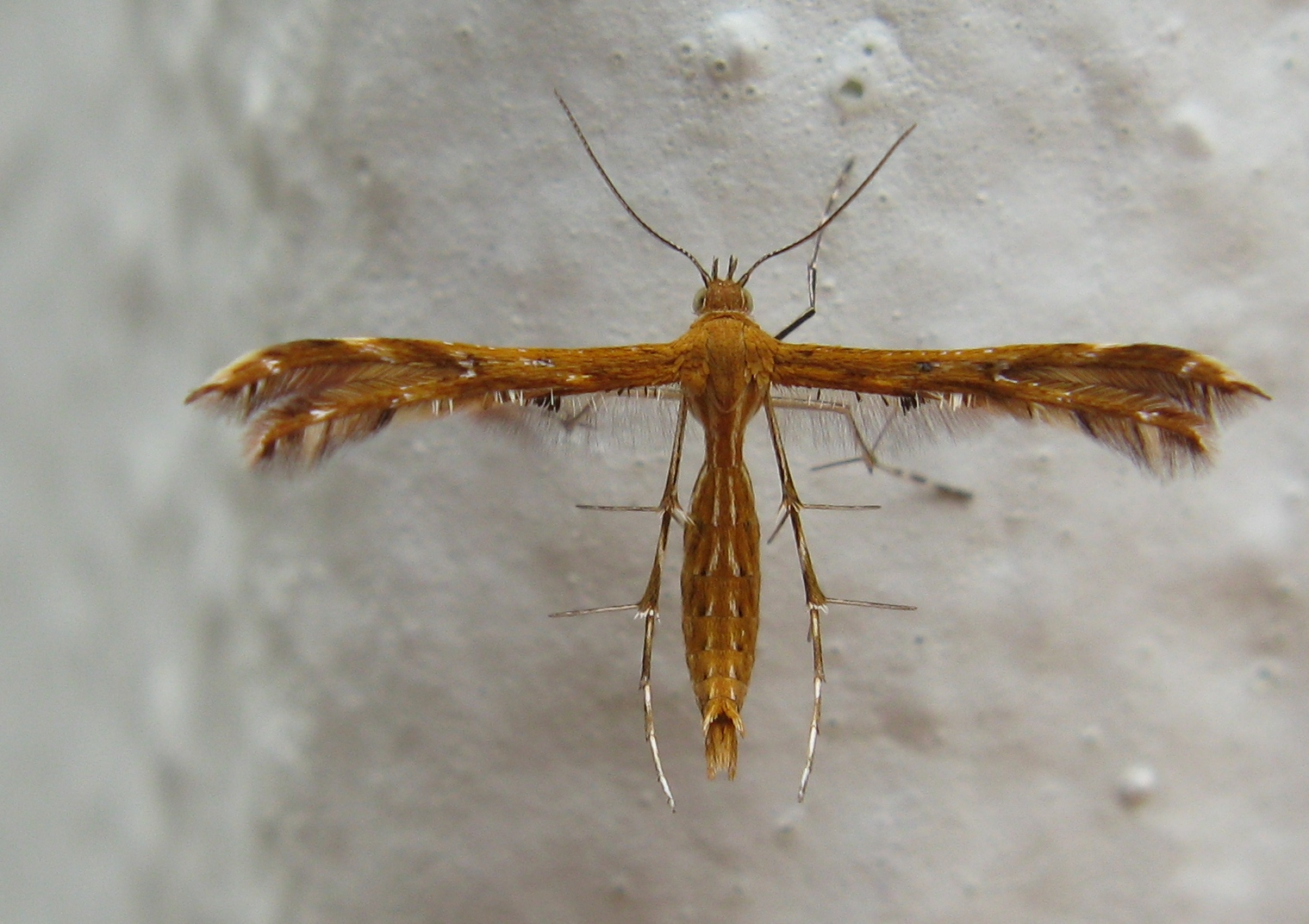
Stenodacma wahlbergi (Pterophorinae: Oxyptilini)

  - Genre Prichotilus Rose and Pooni, 2003
  - Genre Procapperia
  - Genre Pseudoxyptilus Alipanah et al., 2010
  - Genre Stangeia Tutt, 1905
    - Stangeia xerodes

- - Genre Stenodacma
  - Genre Tomotilus
  - Genre Trichoptilus
- Tribu des Platyptilini
  - Genre Amblyptilia Hübner, 1825
    - Amblyptilia acanthadactyla

  - Genre Anstenoptilia
  - Genre Asiaephorus
  - Genre Bigotilia
  - Genre Bipunctiphorus
  - Genre Buszkoiana

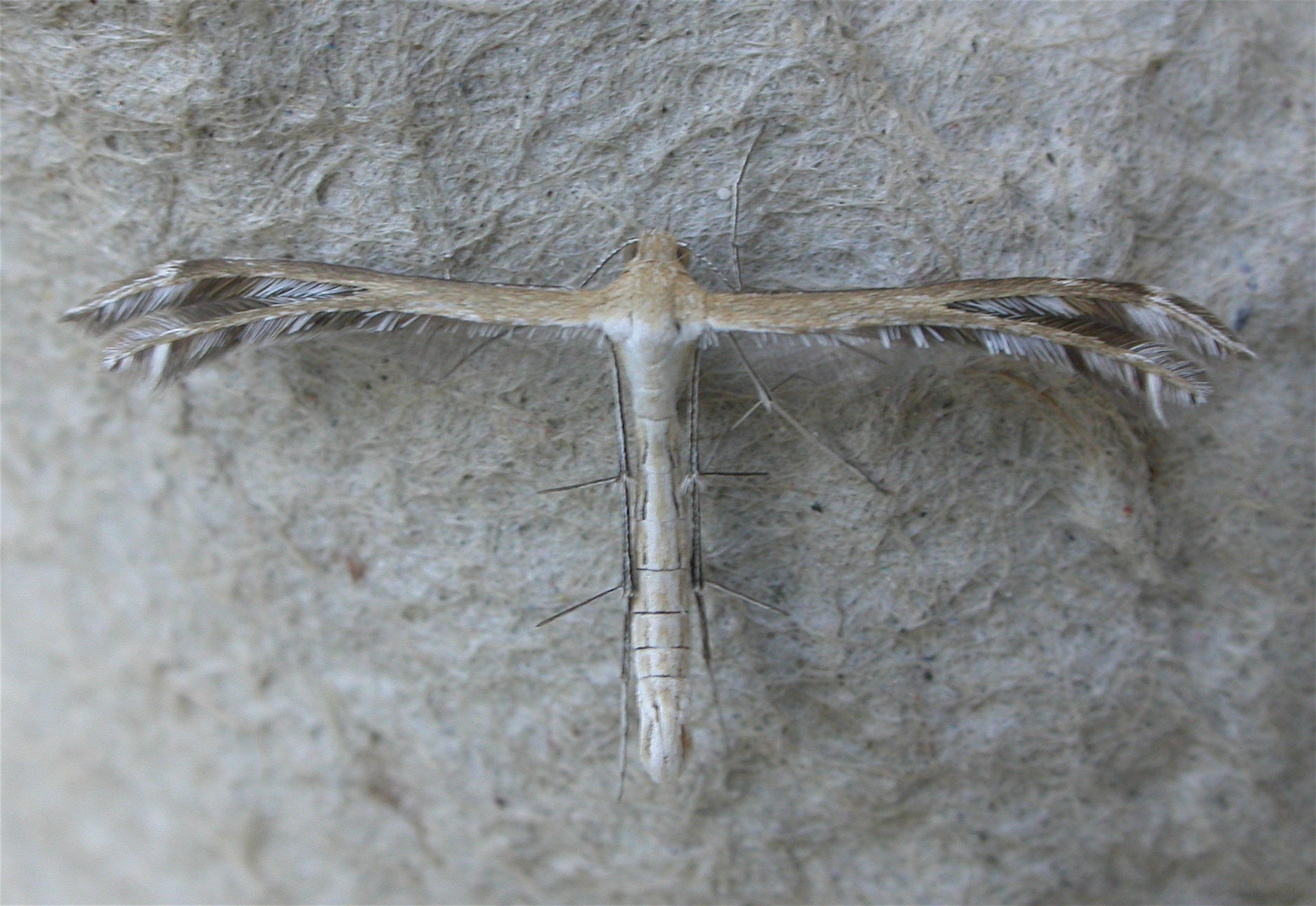
Stangeia xerodes
(Pterophorinae: Oxyptilini)

  - Genre Cnaemidophorus Wallengren, 1862
    - Cnaemidophorus rhododactyla

  - Genre Crocydoscelus
  - Genre Fletcherella
  - Genre Gillmeria Tutt, 1905
    - Gillmeria ochrodactyla

  - Genre Inferuncus
  - Genre Koremaguia
  - Genre Lantanophaga Zimmermann, 1958
    - Lantanophaga pusillidactyla

  - Genre Leesi
  - Genre Lioptilodes
  - Genre Michaelophorus
  - Genre Nippoptilia
  - Genre Paraamblyptilia
  - Genre Paraplatyptilia
  - Genre Platyptilia Hübner, 1825Platyptilia celidotus
( Pterophorinae en Europe et Amérique du Nord ; Platyptilini)

- -     - Platyptilia aarviki

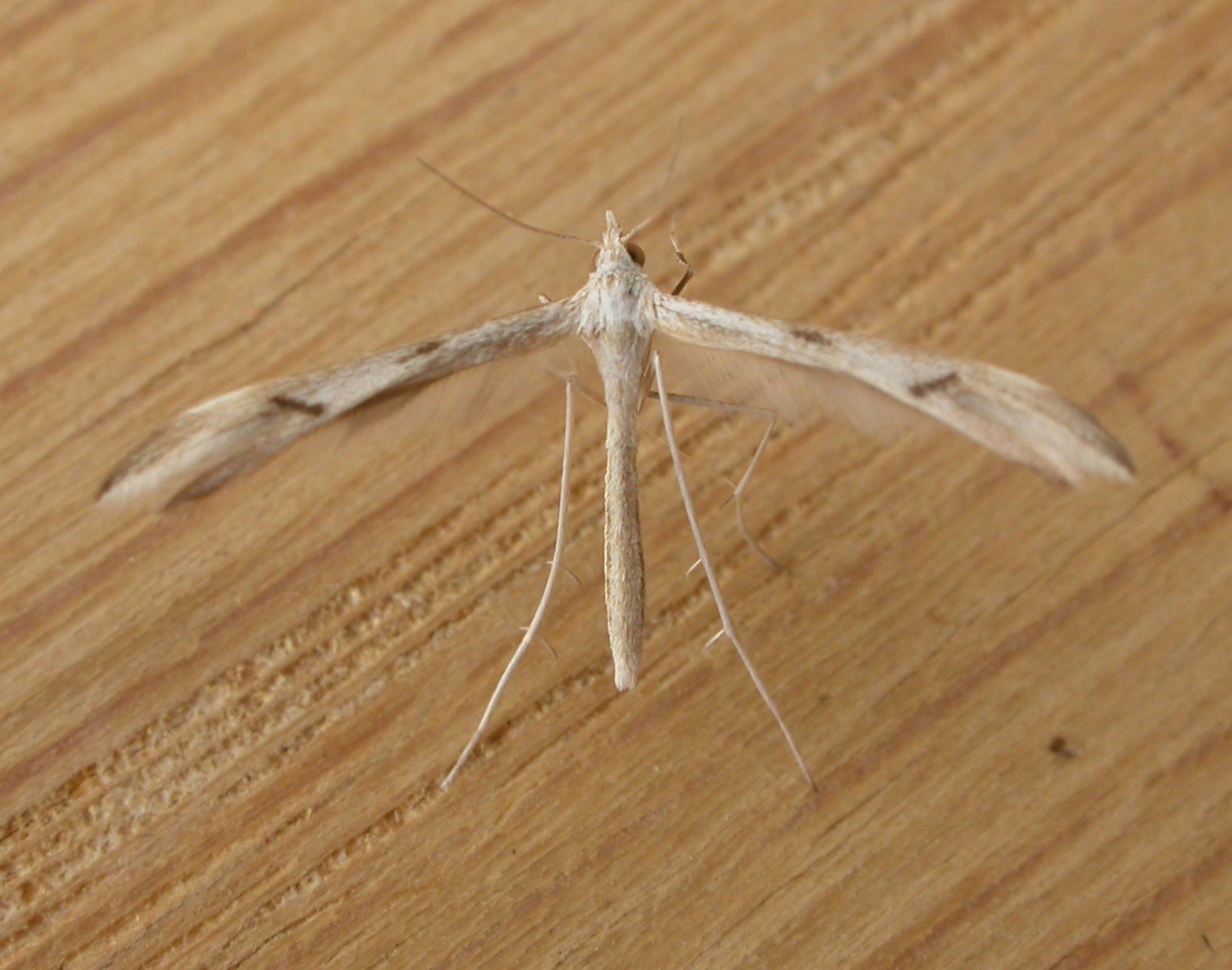
Platyptilia celidotus
(Pterophorinae en Europe et Amérique du Nord ; Platyptilini)

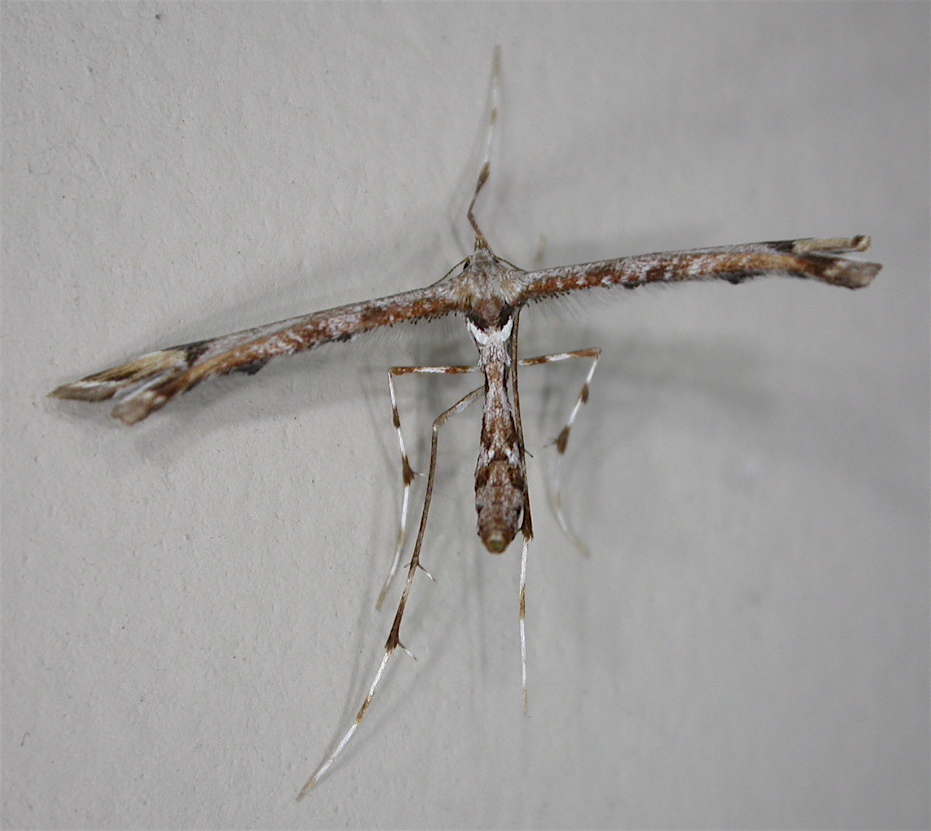
Platyptilia falcatalis
(Pterophorinae: Platyptilini)

    - Platyptilia carduidactyla – Artichoke Plume Moth
    - Platyptilia celidotus
    - Platyptilia eberti
    - Platyptilia falcatalis
    - Platyptilia gonodactyla
    - Platyptilia nussi

  - Genre Platyptiliodes
  - Genre Postplatyptilia
  - Genre Quadriptilia
  - Genre Sinpunctiptilia
    - Sinpunctiptilia emissalis

  - Genre Sochchora
  - Genre Sphenarches
  - Genre Stenoptilia Hübner, 1825
    - Stenoptilia bipunctidactyla
    - Stenoptilia kiitulo
    - Stenoptilia pterodactyla
    - Stenoptilia zophodactylus

  - Genre Stenoptilodes Zimmermann, 1958
    - Stenoptilodes antirrhina – Snapdragon Plume Moth

  - Genre Stockophorus
  - Genre Uroloba
  - Genre Vietteilus
  - Genre Xyroptila
- Tribu des Pterophorini
  - Genre Calyciphora
  - Genre Chocophorus
  - Genre Cosmoclostis
    - Cosmoclostis aglaodesma
    - Cosmoclostis hemiadelpha
    - Cosmoclostis pesseuta

  - Genre Diacrotricha
  - Genre Imbophorus
    - Imbophorus aptalis
    - Imbophorus leucophasmus
    - Imbophorus pallidus

  - Genre Merrifieldia
  - Genre Oirata
  - Genre Patagonophorus
  - Genre Porrittia
  - Genre Pterophorus
    - Pterophorus pentadactyla – White Plume Moth

  - Genre Septuaginta
  - Genre Singularia
  - Genre Tabulaephorus
  - Genre Wheeleria Tutt, 1905
    - Wheeleria spilodactylus
- Tribu des Tetraschalini
  - Genre Macrotinactis
  - Genre Titanoptilus
  - Genre Tetraschalis
  - Genre Walsinghamiella

Sous-famille des Deuterocopinae Gielis, 1993
- - Genre Deuterocopus
  - Genre Heptaloba
  - Genre Hexadactilia
  - Genre Leptodeuterocopus

Sous-famille des Macropiratinae
- - Genre Agdistopis